# Mogojtuj
Mogojtuj (ros. Могойтуй) – osiedle typu miejskiego w Rosji, w Kraju Zabajkalskim, ośrodek administracyjny rejonu mogojtujskiego. W 2010 liczyło 10 231 mieszkańców.